# Bahnstrecke Wädenswil–Einsiedeln
| |                                    |                                               |                                               |
| Streckennummer (BAV): | 670                                |                                               |                                               |
| Fahrplanfeld: | 672                                |                                               |                                               |
| Streckenlänge: | 16,64 km                           |                                               |                                               |
| Spurweite: | 1435 mm (Normalspur)               |                                               |                                               |
| Streckenklasse: | D4                                 |                                               |                                               |
| Stromsystem: | 15 kV 16,7 Hz ~                    |                                               |                                               |
| Maximale Neigung: | 50 ‰                               |                                               |                                               |
| Streckengeschwindigkeit: | 80 km/h                            |                                               |                                               |
| Zweigleisigkeit: | Samstagern–Schindellegi-Feusisberg |                                               |                                               |
| |                                    |                                               |                                               |
| \| \| \| von Zürich (Linksufrige Zürichseebahn) \| \| \| \| 0,00 \| Wädenswil \| 408 m ü. M. \| \| \| \| nach Ziegelbrücke (Linksufrige Zürichseebahn) \| \| \| \| 2,83 \| Burghalden \| 529 m ü. M. \| \| \| 3,82 \| Autobahn A3 (71 m) \| Autobahn A3 (71 m) \| \| \| 4,33 \| Grüenfeld \| 592 m ü. M. \| \| \| \| von Pfäffikon SZ \| \| \| \| 5,41 \| Samstagern \| 629 m ü. M. \| \| \| \| Depot und Werkstätte \| \| \| \| 8,28 \| Schindellegi-Feusisberg \| 755 m ü. M. \| \| \| \| Sihl \| \| \| \| 9,80 \| Kaltenboden (Agl) \| 819 m ü. M. \| \| \| \| Gleisanschluss \| \| \| \| 11,51 \| Biberbrugg \| 829 m ü. M. \| \| \| \| nach Arth-Goldau \| \| \| \| \| Biber (12 m) \| \| \| \| 13,65 \| Neuberg Ausweiche \| 852 m ü. M. \| \| \| \| ehem. Rabennesttunnel (1877–1936) \| \| \| \| 15,04 \| Alp (43 m) \| Alp (43 m) \| \| \| 15,80 \| Abstellgruppe Blatten \| Abstellgruppe Blatten \| \| \| 16,64 \| Einsiedeln \| 881 m ü. M. \| |                                    |                                               |                                               |
| Strecke |                                    | von Zürich (Linksufrige Zürichseebahn)        | von Zürich (Linksufrige Zürichseebahn)        |
| Bahnhof | 0,00                               | Wädenswil                                     | 408 m ü. M.                                   |
| Abzweig geradeaus und nach links |                                    | nach Ziegelbrücke (Linksufrige Zürichseebahn) | nach Ziegelbrücke (Linksufrige Zürichseebahn) |
| Bahnhof | 2,83                               | Burghalden                                    | 529 m ü. M.                                   |
| Brücke | 3,82                               | Autobahn A3 (71 m)                            | Autobahn A3 (71 m)                            |
| Haltepunkt / Haltestelle | 4,33                               | Grüenfeld                                     | 592 m ü. M.                                   |
| Abzweig geradeaus und von links |                                    | von Pfäffikon SZ                              | von Pfäffikon SZ                              |
| Bahnhof | 5,41                               | Samstagern                                    | 629 m ü. M.                                   |
| Strecke |                                    | Depot und Werkstätte                          | Depot und Werkstätte                          |
| Bahnhof | 8,28                               | Schindellegi-Feusisberg                       | 755 m ü. M.                                   |
| Brücke über Wasserlauf |                                    | Sihl                                          | Sihl                                          |
| Blockstelle | 9,80                               | Kaltenboden (Agl)                             | 819 m ü. M.                                   |
| Abzweig geradeaus und nach links |                                    | Gleisanschluss                                | Gleisanschluss                                |
| Bahnhof | 11,51                              | Biberbrugg                                    | 829 m ü. M.                                   |
| Abzweig geradeaus und nach rechts |                                    | nach Arth-Goldau                              | nach Arth-Goldau                              |
| Brücke über Wasserlauf |                                    | Biber (12 m)                                  | Biber (12 m)                                  |
| Dienststation / Betriebs- oder Güterbahnhof | 13,65                              | Neuberg Ausweiche                             | 852 m ü. M.                                   |
| Strecke |                                    | ehem. Rabennesttunnel (1877–1936)             | ehem. Rabennesttunnel (1877–1936)             |
| Brücke über Wasserlauf | 15,04                              | Alp (43 m)                                    | Alp (43 m)                                    |
| Abzweig geradeaus und von rechts | 15,80                              | Abstellgruppe Blatten                         | Abstellgruppe Blatten                         |
| Kopfbahnhof Streckenende | 16,64                              | Einsiedeln                                    | 881 m ü. M.                                   |

Die Bahnstrecke Wädenswil–Einsiedeln wurde von der Wädenswil-Einsiedeln-Bahn erbaut und gehört heute (2024) der Schweizerischen Südostbahn (SOB). Die Strecke zwischen Wädenswil und Einsiedeln ist 16,64 Kilometer lang und wurde am 1. Mai 1877 eröffnet. Seit dem 15. Mai 1939 ist sie mit der Einphasenwechselspannung von 15 kV und 16,7 Hertz elektrifiziert.

## Geschichte
Die Strecke wurde von der Wädenswil-Einsiedeln-Bahn mit einer Steigung von 50 ‰ erbaut, da anfänglich geplant war, sie mit dem Walzenradsystem Wetli auszurüsten. Nach einem schweren Unfall anlässlich einer Probefahrt am 30. November 1876 wurde beschlossen, auf das Walzenradsystem zu verzichten und die Strecke als reine Adhäsionsbahn zu betreiben. Die Eröffnung der einspurigen Strecke erfolgte am 1. Mai 1877. Die Wädenswil–Einsiedeln-Bahn fusionierte 1890 mit der Zürichsee–Gotthardbahn, dies vor allem im Hinblick auf den Bau einer direkten Bahnverbindung von Rapperswil nach Arth-Goldau, wo die Strecke an die Gotthardbahn angeschlossen werden konnte. Davon mussten nur noch die Strecken Pfäffikon SZ–Samstagern und Biberbrugg–Arth-Goldau erbaut werden. Zum einen war die Strecke über den Seedamm von Rapperswil schon fertiggestellt, zum anderen sollte zwischen Samstagern und Biberbrugg die schon bestehende Strecke benutzt werden. Die Verbindung Pfäffikon SZ–Arth-Goldau wurde am 8. August 1891 eröffnet.
Lange Zeit war die Finanzierung der Elektrifizierung nicht gesichert. Erst an der Generalversammlung vom 6. Juli 1938 konnte die Finanzierung abgesegnet werden. Sogleich begann der Bau der Fahrleitung und Übertragungsleitungen, war doch vorgesehen, die Strecke noch vor der Schweizerischen Landesausstellung 1939 (Landi 39) fertigzustellen. Der Strom konnte zum Selbstkostenpreis von den Etzelwerken der SBB bezogen werden. Innerhalb von zehn Monaten waren die Strecken elektrifiziert. Am 13. Mai 1939 fand eine kleine Feier statt. Auf den Fahrplanwechsel am 15. Mai 1939 hätte auf dem gesamten Netz der Südostbahn der elektrische Betrieb aufgenommen werden können. Allerdings besass die Gesellschaft zu diesem Zeitpunkt keine eigenen elektrischen Fahrzeuge, weil die im Jahr 1938 bestellten acht Triebwagen (CFZe 4/4 und BCFZe 4/4) noch nicht ausgeliefert worden waren.
Bis zum 10. Juni 1979 wurde die Strecke mit Schienen mindestens mit dem ehemaligen SBB-Profil I, also einem Metergewicht von 46 kg/m, ausgerüstet. Die Beschränkungen bezüglich Achs- und Meterlast konnten daraufhin aufgehoben werden. Stand 2018 waren auf der Strecke alle Fahrzeuge bis einschliesslich der Streckenklasse D4 zugelassen.
1979 wurde die Haltestelle Grüenfeld eröffnet. Im Hinblick auf den Besuch von Papst Johannes Paul II. in Einsiedeln, der ursprünglich für 1981 geplant war, entstand zwischen Februar und Mai 1981 die Dienststation Neuberg. Sie ermöglicht zwischen Biberbrugg und Einsiedeln das Kreuzen zweier Züge. Wegen der Zunahme des Verkehrs wurde 1992 zwischen Samstagern und Schindellegi-Feusisberg die Strecke doppelspurig ausgebaut.
Aufgrund der hohen Auslastung durch fünf Züge pro Stunde und Richtung auf dem 2,8 Kilometer langen eingleisigen Abschnitt Schindellegi-Feusisberg–Biberbrugg kündigte die Südostbahn an, diesen auf Doppelspur auszubauen. Die 2024 für das Gesamtprojekt mit 95 Millionen Franken veranschlagten Kosten werden vom Bund im Rahmen des Bahnausbauschrittes STEP 2035 finanziert. Die Südostbahn rechnete 2024 mit Baustart August 2025 und Inbetriebnahme November 2028.

### Unfälle

#### 30. November 1876 (Wädenswil): Ausser Kontrolle geratener Probezug

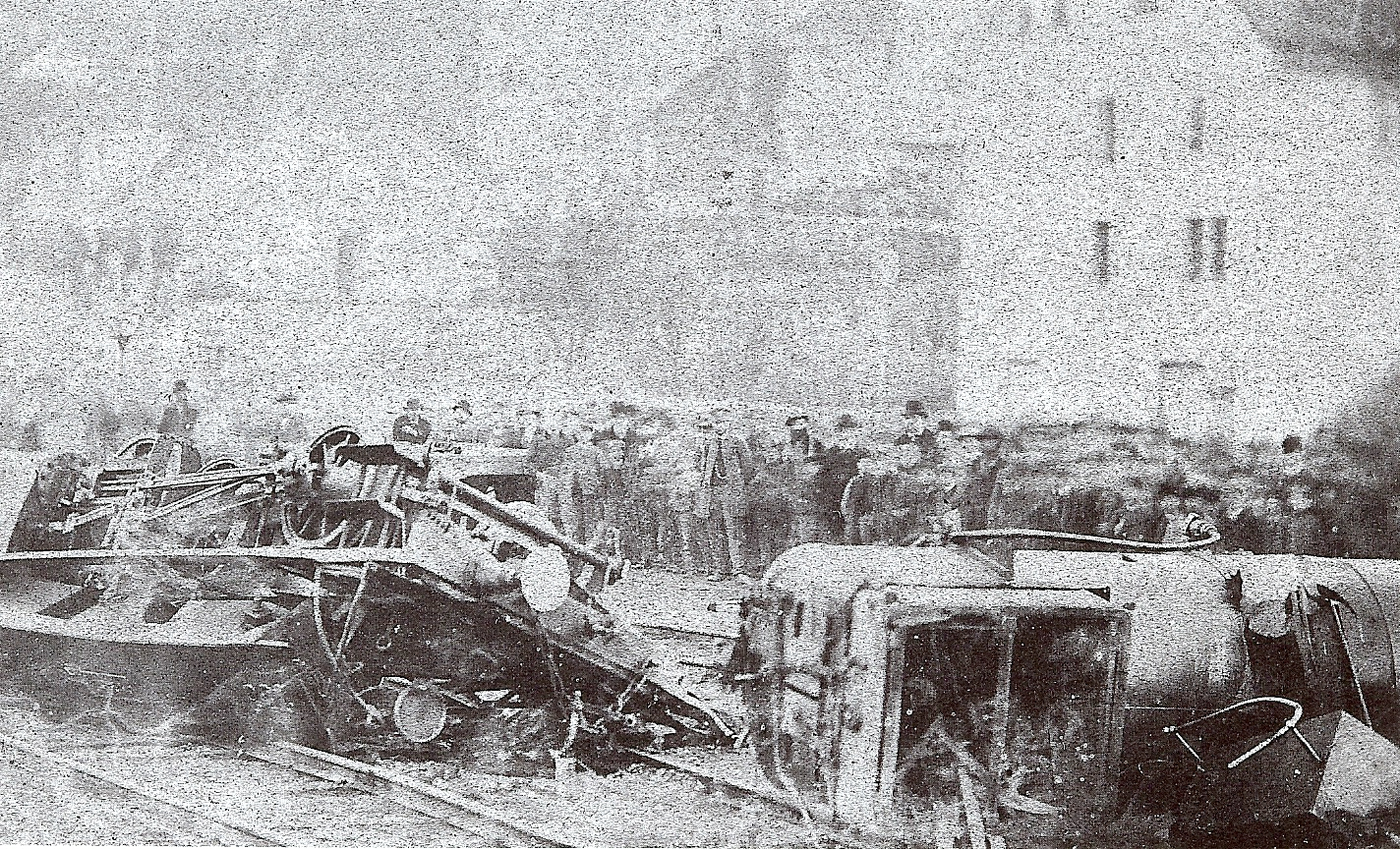
Pressefoto vom Unfall am 30. November 1876 in Wädenswil

Am 30. November 1876 war die Hauptprobe des Walzenradsystems Wetli angesagt. Die Bergfahrt mit der Lok 253 verlief erfolgversprechend. Nachdem der Zug in Schindellegi angekommen war, wurde infolge von Störungen das Schraubenrad, welches in die Schienenstücke eingriff, entkuppelt. Bei der Talfahrt nach Wädenswil ohne Eingriff der Walzen versagten die Bremsen. Es wird vermutet, dass Öl ausgetreten und auf die Schienen und Räder gelangt war und so die Klotz- und Gegendruckbremsen wirkungslos gemacht hatte. Das Unglück war absehbar, sodass ein Teil der an Bord befindlichen Personen versuchte, sich durch Abspringen in Sicherheit zu bringen. Dabei wurden alle Personen verletzt, ein Mitglied des Verwaltungsrates wurde herausgeschleudert und dabei getötet. Bei der Einfahrt in den Bahnhof Wädenswil hatte der Zug eine Geschwindigkeit von geschätzten 120 Kilometern pro Stunde. Dabei überschlug sich die Lokomotive, wobei im Bahnhof eine weitere Person getötet wurde. Die Auswirkungen sind nicht eindeutig belegt. Je nach Quelle wird von einem Toten und fünf zum Teil schwer Verletzten oder von zwei Toten und mehreren Verletzten gesprochen. Dies könnte darin begründet sein, dass vermutlich eine verletzte Person nachträglich starb und dadurch in Zeitungsberichten noch nicht als getötet gezählt wurde.
Nach diesem Vorfall war jedenfalls niemand mehr bereit, das Walzenradsystem Wetli weiter zu erproben, sodass es keine Chance mehr hatte, nochmals zur Anwendung zu kommen. Die Nordostbahn trat infolge des Unglücks von ihren Bauverpflichtungen zurück, da sie die Zweckmässigkeit des Systems Wetli stark anzweifelte und in der Konsequenz auch keine weiteren Versuche mehr durchführen wollte.

#### 26. Juli 1947 beim Bennauersteg: Frontalkollision
Am 26. Juli 1947 kam es beim Bennauersteg zwischen Biberbrugg und Einsiedeln zu einer Frontalkollision zweier Züge. Der Zug 183 war vom Stationsbeamten zwei Minuten zu früh auf die Strecke geschickt worden, obwohl diese noch vom Zug 84 besetzt war. 10 Menschen starben, mindestens 63 weitere wurden verletzt.

#### 22. Februar 1948 (Wädenswil): Ausser Kontrolle geratener Sportextrazug

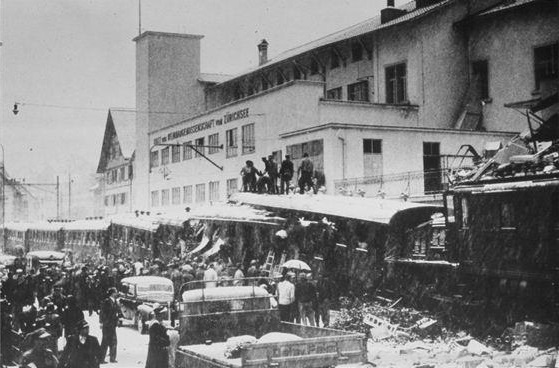
Eisenbahnunfall mit Sportextrazug 1948

Am 22. Februar 1948 überfuhr der Sportextrazug von Sattel nach Zürich nach einem Bedienungsfehler des Lokomotivführers mit 60 km/h einen Prellbock im Bahnhof Wädenswil und fuhr in das Betriebs- und Verwaltungsgebäude der Obst- und Weinbaugenossenschaft hinein. Dabei starben 22 Menschen.

#### 2. September 1952 zwischen Samstagern und Schindellegi: Frontalkollision
Am 2. September 1952 stiessen zwischen Samstagern und Schindellegi zwei Personenzüge auf offener Strecke zusammen, weil der verspätete Zug 34 die verlegte Kreuzung in Schindellegi nicht abwartete. Diesmal waren keine Toten, sondern nur sechs Verletzte – fünf Reisende sowie der Zug- und Postbegleiter – zu beklagen.

## Streckenbeschreibung

### Verlauf
Nach dem Verlassen des Bahnhofes Wädenswil wird die Hauptstrasse niveaugleich mit einem Bahnübergang gequert. Gleich danach beginnt die 50-‰-Steigung, die Strecke führt den Hang entlang in südöstlicher Richtung um den Hügel, auf dem die Ruine Alt-Wädenswil steht. Nach der Kurve um den Hügel wird die in südwestlicher Richtung liegende Station Burghalden erreicht, die eine Stationsgerade besitzt, um gleich wieder in die 50-‰-Steigung überzugehen. Nach einer Linkskurve wird ein namenloser Bach in südöstlicher Richtung auf einer Brücke überquert, gefolgt von einer Rechtskurve. Danach ist die in südwestlicher Richtung liegende Haltestelle Grüenfeld erreicht. Ein Teil der Haltestelle befindet sich in einer schwachen Neigung von 3 ‰, geht Seite Samstagern noch im Perronbereich wieder in die 50-‰-Steigung über. Die Strecke geht in eine leichte Linkskurve, die sich verengt und die letzten 80 Grad parallel neben dem Streckengleis der von Pfäffikon SZ herführenden Strecke verläuft, die hier eine 180-Grad-Wende macht.
Beim Übergang in die Stationsgerade wird der Bahnübergang beim Bahnhof Samstagern überquert. Der Bahnhof liegt in süd-südöstlicher Richtung. Rechts neben der Strecke befindet sich die Werkstätte Samstagern, links das Bahnhofsgebäude mit Güterschuppen und Rampe. Der Perron ist noch nicht zu Ende, wenn die 50-‰-Steigung wieder beginnt. Die Strecke geht gleich in eine 90-Grad-Rechtskurve, danach in eine 90-Grad-Linkskurve, deren Zentrum beim Freyenweijer liegt, um dann neben der Hauptstrasse dem Hang entlangzuführen. Bei Aesch überquert die Strasse die Bahnlinie auf einer Brücke; dort macht die Strecke einen leichten Rechtsknick, um den Bahnhof Schindellegi-Feusisberg zu erreichen, der wiederum eine Stationsgerade besitzt. Die Station liegt in einer leichten Rechtskurve in südöstlicher Richtung. Nach der Station folgt noch eine kurze 45- ‰-Steigung, und die Sihl wird auf einer Brücke überquert. In Chaltenboden befindet sich ein Anschlussgleis.
Die Strecke wendet sich nun nach Süden in den Alpdurchstich und wird merklich flacher. Kurz darauf folgt die Einfahrkurve in den Bahnhof Biberbrugg. Der Verzweigungsbahnhof besitzt eine Stationsgerade, die Gleise liegen jedoch grösstenteils in einer Kurve. Vor dem Bahnhofsgebäude liegen die Gleise in nahezu nord-südlicher Richtung. Das Bahnhofgebäude befindet sich östlich der Gleise. Die Sattelstrasse überquert den Bahnhof auf einer Brücke. Unter dieser Brücke überquert die Strecke nach Einsiedeln in einer Linkskurve die Biber, während die Strecke nach Arth-Goldau für ein kurzes Stück noch auf der anderen Flussseite bleibt. Die Strecke nach Einsiedeln folgt nun dem linken, gewundenen Flussufer der Alp. Nach gut zwei Kilometern ist die Dienststation Neuberg erreicht, welche in ost-nordöstlicher Richtung liegt. Beim Nübergsübergang wendet sich die Strecke wieder in mehreren Kurven wieder Richtung Süden. In der letzten Kurve, bevor die Südrichtung erreicht wird, lag bis 1936 der Rabennesttunnel. Bei der Holzrütisäge, wo sich das Alptal weitet, wird die Alp überquert. Kurz danach ist die Abstellgruppe erreicht und nach gut einem Kilometer der Bahnhof Einsiedeln.

### Kunstbauwerke
Der einzige Tunnel der Strecke war der 54 Meter lange Rabennesttunnel zwischen Biberbrugg und Einsiedeln, der im Jahr 1936 wegen starkem Bergdruck abgetragen wurde. Dabei wurde er aufgeschlitzt und durch eine Futtermauer ersetzt.
Bei der Sihlbrücke bei Schindellegi mit den Widerlagern von 1877 und der Brückenplatte von 1962 sah die Südostbahn wegen Ermüdung und Erdbebensicherheit Sanierungen ab 2030 nötig und entschied sich daher für den Neubau einer Doppelgleisbrücke im Rahmen des Doppelspurausbaus als wirtschaftlichste Lösung.

## Verkehr
Die Gesamtstrecke wird pro Stunde und Richtung von zwei Zügen der Linie S13 ( Wädenswil – Einsiedeln ) befahren. Zusätzlich verkehren im Abschnitt Samstagern–Biberbrugg–Einsiedeln zwei weitere Züge der Linie S40 ( Rapperswil – Pfäffikon SZ – Einsiedeln ) sowie zwischen Samstagern und Biberbrugg der stündliche Voralpen-Express ( St. Gallen ‒ Herisau ‒ Wattwil ‒ Rapperswil ‒ Pfäffikon SZ ‒ Arth-Goldau ‒ Küssnacht am Rigi ‒ Luzern ).
2022 war von Südostbahn und Kanton Schwyz in der Prüfung, die Linie S31 der S-Bahn Zentralschweiz Arth-Goldau–Biberbrugg nach Rapperswil zu verlängern und dafür die S40 nur noch stündlich direkt Einsiedeln–Rapperswil verkehren zu lassen. Frühestens ab 2040 ist ein Halbstundentakt des Voralpen-Express denkbar.